# FUBU
FUBU (укр. ФУ-БУ) — американська компанія з виробництва одягу та аксесуарів в стилі хіп-хоп заснована у 1992 році. FUBU розшифровується як «For Us, By Us». Для назви засновники шукали привабливе слово з чотирьох літер, наслідуючи великі бренди такі як Nike і Coke.